# Camila Martins Pereira
Camila Martins Pereira (São Bento do Sul, Santa Catarina, Brasil; 10 de octubre de 1994), conocida en los medios deportivos como Camila o Camilinha, es una futbolista brasileña que juega como mediocampista en el Palmeiras del Brasileirão Femenino de Brasil.
En diciembre de 2016, el Orlando Pride anunció el fichaje de Camila para la temporada 2017 de la National Women's Soccer League (NWSL).
En 2019, fue cedida en préstamo al Canberra United FC.